# Urbanowice (gromada)
Urbanowice – dawna gromada, czyli najmniejsza jednostka podziału terytorialnego Polskiej Rzeczypospolitej Ludowej w latach 1954–1972.
Gromady, z gromadzkimi radami narodowymi (GRN) jako organami władzy najniższego stopnia na wsi, funkcjonowały od reformy reorganizującej administrację wiejską przeprowadzonej jesienią 1954 do momentu ich zniesienia z dniem 1 stycznia 1973, tym samym wypierając organizację gminną w latach 1954–1972.
Gromadę Urbanowice z siedzibą GRN w Urbanowicach (obecnie w granicach Tychów) utworzono – jako jedną z 8759 gromad na obszarze Polski – w powiecie pszczyńskim w woj. stalinogrodzkim, na mocy uchwały nr 21/54 WRN w Stalinogrodzie z dnia 5 października 1954. W skład jednostki weszły obszary dotychczasowych gromad Cielmice (z wyłączeniem terenów wchodzących w skład gromady Kobiór), Jaroszowice i Urbanowice ze zniesionej gminy Urbanowice w tymże powiecie.
13 listopada 1954 (z mocą obowiązująca wstecz od 1 października 1954) gromada weszła w skład nowo utworzonego powiatu tyskiego w tymże województwie, gdzie ustalono dla niej 24 członków gromadzkiej rady narodowej.
20 grudnia 1956 województwo stalinogrodzkie przemianowano (z powrotem) na katowickie.
1 stycznia 1967 z gromady Urbanowice wyłączono część obszaru o powierzchni 265,2141 ha, włączając je do Tychów, miasta na prawach powiatu w tymże województwie.
Gromada przetrwała do końca 1972 roku, czyli do kolejnej reformy gminnej. 1 stycznia 1973 jej obszar, tzn. sołectwa Cielmice, Jaroszowice i Urbanowice (wraz z częścią miasta Stary Bieruń o powierzchni 320,00 ha) włączono do Tychów.